# Législatures du Parlement de Catalogne
Les législatures du Parlement de Catalogne sont les mandats successifs du Parlement de Catalogne. Sous le statut d'autonomie de la Catalogne, le Parlement est composé de 135 députés élus au suffrage universel direct lors des élections autonomiques pour un mandat de quatre ans.

## Législatures
| Législature            | Composition                               | Élections         | Date de début    | Date de fin       |
| ---------------------- | ----------------------------------------- | ----------------- | ---------------- | ----------------- |
| Ire législature (ca)   | Liste des députés de la Ire législature   | Élections de 1980 | 10 avril 1980    | 20 mars 1984      |
| IIe législature        | Liste des députés de la IIe législature   | Élections de 1984 | 17 mai 1984      | 4 avril 1988      |
| IIIe législature       | Liste des députés de la IIIe législature  | Élections de 1988 | 17 juin 1988     | 20 janvier 1992   |
| IVe législature        | Liste des députés de la IVe législature   | Élections de 1992 | 3 avril 1992     | 26 septembre 1995 |
| Ve législature         | Liste des députés de la Ve législature    | Élections de 1995 | 5 décembre 1995  | 24 août 1999      |
| VIe législature (ca)   | Liste des députés de la VIe législature   | Élections de 1999 | 5 novembre 1999  | 23 septembre 2003 |
| VIIe législature       | Liste des députés de la VIIe législature  | Élections de 2003 | 5 décembre 2003  | 8 septembre 2006  |
| VIIIe législature      | Liste des députés de la VIIIe législature | Élections de 2006 | 17 novembre 2006 | 5 octobre 2010    |
| IXe législature        | Liste des députés de la IXe législature   | Élections de 2010 | 16 décembre 2010 | 2 octobre 2012    |
| Xe législature         | Liste des députés de la Xe législature    | Élections de 2012 | 17 décembre 2012 | 4 août 2015       |
| XIe législature        | Liste des députés de la XIe législature   | Élections de 2015 | 26 octobre 2015  | 27 octobre 2017   |
| XIIe législature       | Liste des députés de la XIIe législature  | Élections de 2017 | 17 janvier 2018  | 22 décembre 2020  |
| XIIIe-XIVe législature | Liste des députés de la XIIIe législature | Élections de 2021 | 12 mars 2021     | 19 mars 2024      |
| XVe législature        | Liste des députés de la XVe législature   | Élections de 2024 | 10 juin 2024     |                   |